# Hurry Up Tomorrow (película)
Hurry Up Tomorrow es una película de suspenso psicológico estadounidense de 2025 dirigida y editada por Trey Edward Shults, basada en el sexto álbum de estudio del mismo nombre Hurry Up Tomorrow de Abel "The Weeknd" Tesfaye. Shults escribió el guion con Tesfaye y Reza Fahim, quienes también produjeron la película con Kevin Turen y Harrison Kreiss. Tesfaye también interpreta una versión ficticia de sí mismo, quien se ve arrastrado a una odisea existencial por un misterioso extraño. Jenna Ortega y Barry Keoghan coprotagonizan.
La película se estrenó en Estados Unidos por Lionsgate el 16 de mayo de 2025.

## Reparto
- Abel Tesfaye como él mismo
  - Ivan Troy como Abel joven
- Jenna Ortega como Anima
- Barry Keoghan como Lee
- Riley Keough como exnovia de Abel/ voz de la madre de Anima
- Ash T como doctor
- Paul L. Davis como Lavi
- Sebastian Villalobos como miembro del staff de seguridad de Abel
- Roman Mitichyan como conductor de Abel
- Olga Safari como Veronica
- Kiara Liz como Jessica
- Victoria McGrath como Pinkie

## Producción

### Desarrollo
Trey Edward Shults dirigió y editó Hurry Up Tomorrow. Escribió el guion junto a Abel "the Weeknd" Tesfaye y Reza Fahim, y su historia está basada en el sexto álbum de estudio del primero, del mismo nombre Hurry Up Tomorrow. Tesfaye y Fahim también produjeron la película a través de Manic Phase con Kevin Turen y Harrison Kreiss.  Shults, Jenna Ortega, Michael Rapino, Ryan Kroft, Wassim "Sal" Slaiby y Harrison Huffman fueron sus productores ejecutivos.  Chayse Irvin se encargó de la fotografía, mientras que Daniel Lopatin compuso la banda sonora con Tesfaye.  Fue uno de los últimos proyectos en los que trabajó Turen antes de su muerte en noviembre de 2023.  
Tesfaye, Ortega, Barry Keoghan y Gabby Barrett firmaron para protagonizar Hurry Up Tomorrow. Marcará el debut como actor cinematográfico de Tesfaye, habiendo previamente hecho un cameo como él mismo en Uncut Gems (2019) y protagonizado la serie de televisión de HBO The Idol (2023).  Aunque Ortega y Keoghan estaban sopesando varias ofertas después de sus respectivos años de gran éxito, ambos querían que la película fuera su próximo proyecto. La producción recibió luz verde después de que asumieron sus compromisos. Live Nation Entertainment financió la película con un presupuesto de más de 20 millones de dólares. 

### Rodaje
Cuando Deadline Hollywood anunció Hurry Up Tomorrow el 28 de febrero de 2023, la fotografía principal ya había comenzado.

### Postproducción
Según una investigación realizada en julio de 2024 por Kim Masters, editora general de The Hollywood Reporter, Hurry Up Tomorrow había estado en posproducción durante un año y no pudo atraer a posibles compradores. Esto provocó que la relación de larga data de Turen con el cineasta Sam Levinson, quien también trabajó en The Idol, se deteriorara después de que Levinson se sintiera "traicionado" de que Turen estuviera vinculado al proyecto sin que él lo supiera. Turen afirmó que le había contado a la esposa de Levinson, Ashley Levinson, sobre Hurry Up Tomorrow, pero ella no expresó ningún interés y nunca se lo mencionó a su esposo. Varias fuentes de Masters dicen que Ashley negó saber nada sobre la película.

## Estreno
En noviembre de 2024, Lionsgate anunció la adquisición de los derechos de distribución mundial de Hurry Up Tomorrow.  La película se estrenó en Estados Unidos el 16 de mayo de 2025.